# De la Roquette Islands
De la Roquette Islands är öar i Kanada.   De ligger i territoriet Nunavut, i den nordöstra delen av landet, 3 100 km nordväst om huvudstaden Ottawa.